# Ilgen (Adelsgeschlecht)

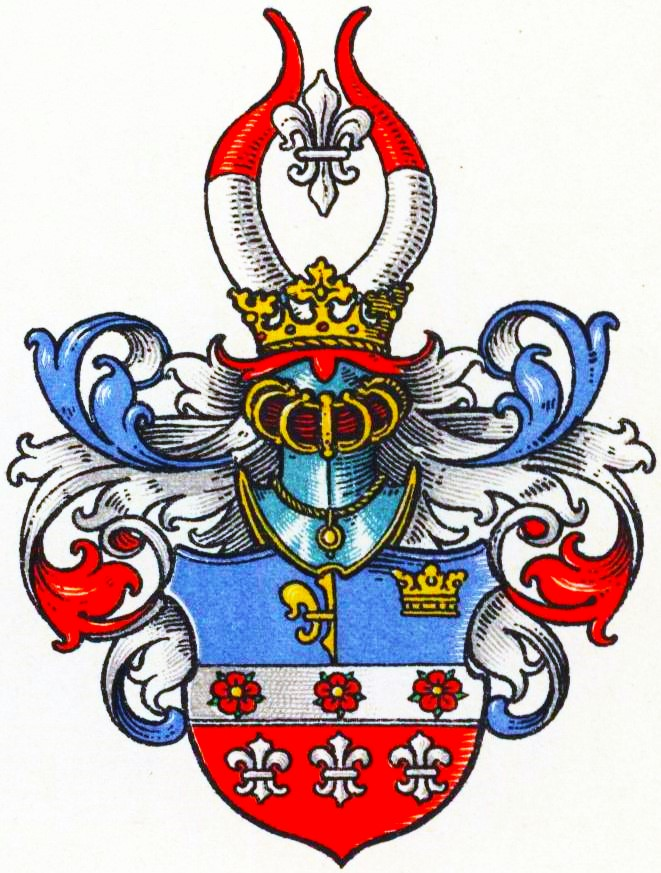
Wappen derer von Ilgen im Wappenbuch des Westfälischen Adels

Ilgen ist der Name eines erloschenen westfälisch-preußischen Briefadelsgeschlechts.

## Geschichte

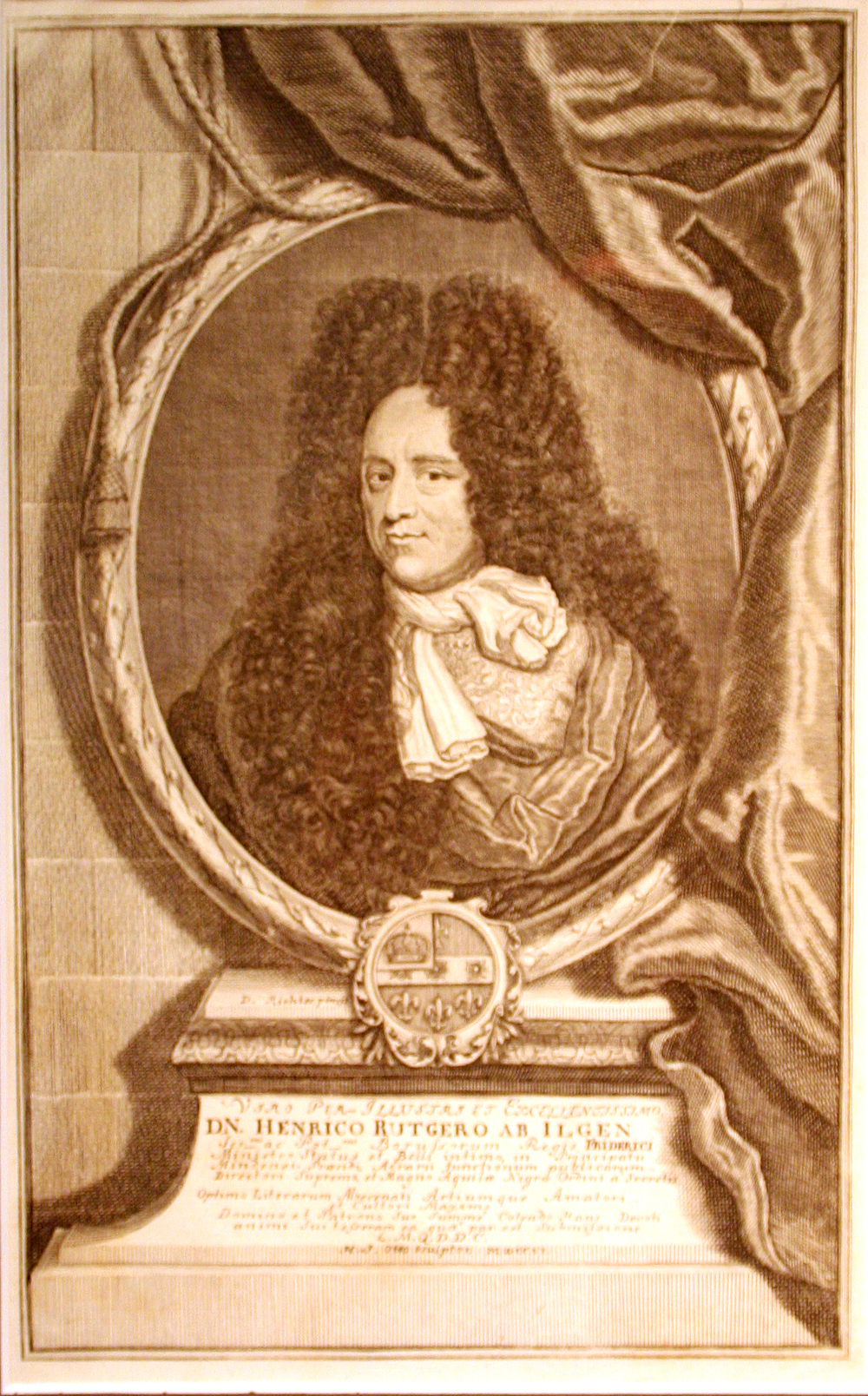
Heinrich Rüdiger von Ilgen, Kupferstich von 1706

Das Geschlecht war im Mindischen ansässig. Ursprünglich stammt die Familie jedoch aus Erfurt. Am 18. Januar 1701 erhielt der in Minden geborene Heinrich Rüdiger Ilgen (1654–1728), königlich-preußischer Wirklicher Geheimer Etatrat, den Adelsstand des Königreichs Preußen verliehen. Er entwickelte sich im weiteren Zeitverlauf zu einem der bedeutendsten brandenburgischen Diplomaten des 17. und 18. Jahrhunderts. Er erwarb ein Britzer Landgut (Schloss Britz).
Die Stammfolge der Familie stellt sich wie folgt dar:
- Johann Rudolf Ilgen (1622–1679), kurbrandenburgischer Geheimer Regierungsrat aus Minden, ⚭ mit Margarete Ursula Barth († 1659), Tochter von Jacob Barth, schwedischer Geheimrat und Kriegskommissar aus Naumburg
  - Heinrich Rüdiger von Ilgen (1654–1728), ⚭ 1693 mit Marie Louise von Droste, Tochter des Bürgermeisters von Königsberg Carl von Droste[2]
    - Heinrich Rüdiger von Ilgen (1701–1750), Geheimer Sekretär, Leiter des geheimen Hof- und Staatsarchivs
    - Charlotte Luise von Ilgen (1702–1751) ⚭ Friedrich Ernst zu Innhausen und Knyphausen (1678–1731), preußischer Minister
    - Charlotte Gottliebe Constantia von Ilgen (1702–1747) ⚭ I. Graf Erdmann von Pückler (1687–1742), ⚭ II. Sigismund von Bronikowski († 1765)

Mit dem Tod von Heinrich Rüdiger von Ilgen (1701–1750) starb das Geschlecht im Mannesstamm aus.

## Wappen
Blasonierung: Schild durch einen silbernen mit drei roten Rosen belegten Balken geteilt, oben in Blau die rechte Hälfte einer gespalteten goldenen Lilie, im linken (auch rechten) Oberwinkel eine goldene Krone. Unten in Rot drei silberne Lilien balkenweise gestellt. Auf dem gekrönten Helm mit blau-rot-silbernen Helmdecken eine silberne Lilie zwischen zwei von Rot und Silber geteilten Büffelhörnern.